# 알렉스 제임스 (음악가)
알렉스 제임스(Alex James, 1968년 11월 21일 ~ )는 잉글랜드의 음악가, 치즈메이커이다. 영국의 록 밴드 블러의 베이시스트로 알려져있다.

## 재밌는 일화
알렉스 제임스는 상당한 골초(담배를 몇십년 넘게 피워온 사람)로 유명하다. 무대에서 베이스를 치다 담배를 피우는 걸로 유명하다.
그가 무대에서 연주를 하며 담배를 피우는 영상은 유튜브에서 블러 노래 라이브 영상을 검색하다 보면 많이 나온다.
예: 블러 - Charmless Man 라이브 중 (https://www.youtube.com/watch?v=JfYnTwAwmwM), 블러 - Beetlebum 라이브 중 (https://www.youtube.com/watch?v=_KQii1qhYto)

## 알렉스 제임스가 썼던 베이스 목록
알렉스 제임스는 주로 펜더 계열의 베이스를 많이 이용했다.
첫 활동 당시 이용했던 베이스는 펜더 재즈 베이스 스페셜 재팬 이었다. 펜더 일본사에서 만든 베이스로 제임스는 첫 활동 당시부터 1992년도까지 이 베이스를 사용했었다.
그러다 1993년부터 펜더 프레시젼 베이스를 사용하기 시작한다. 펜더 프레시전 베이스는 선버스트 컬러로 되어 있었으며 1993년부터 1996년까지 사용을 하다가 1997년부터 2000년까지 사용되지 않다가 다시 2009년부터 무대에서 모습을 보이기 시작했다.
1997년부터는 뮤직맨 사에서 나온 스팅레이 베이스를 애용하기 시작한다. 스팅레이의 사용 빈도는 1997년~ 2000년까지로 약 3년간 쓰이게 되었다. 컬러는 블랙 이었으며 픽업 조절 부분은 은색으로 되 있었다.
2000년 이후 그레이엄 콕슨의 탈퇴로 인해 새로운 기타리스트가 들어오고 음악적으로도 많은 변화가 있었던 2002년에는 깁슨 레스폴을 모델로 한 베이스를 사용한다. 사실 이때 당시 블러는 거의 일시적 마지막 활동과 다름 없었기에 레스폴 베이스가 쓰였던 빈도는 상대적으로 적다.
여기 블러의 라이브 영상이다. 연도별로 제임스가 썼던 베이스의 모습을 볼 수 있다.
펜더 재즈 베이스 스페셜 재팬 -> 블러 - Popscene 1991년 라이브 중 (https://www.youtube.com/watch?v=1pIGMP4CPOg), 블러 - Oily Water 1992년 라이브 중 (https://www.youtube.com/watch?v=xXresMwUaQg)
펜더 프레시전 베이스 -> 블러 - Chemical World 1993년 라이브 중 (https://www.youtube.com/watch?v=Wy8UTmjn9a4), 블러 - Parklife 1994년 라이브 중 (https://www.youtube.com/watch?v=aQerP2b1lAU), 블러 - Country House 1995년 라이브 중 (https://www.youtube.com/watch?v=bGLumxJdqe8), 블러 - Charmless Man 1996년 라이브 중 (https://www.youtube.com/watch?v=JfYnTwAwmwM), 블러 - Beetlebum 2009년 라이브 중 (https://www.youtube.com/watch?v=kUegpYAAD3k), 블러 - Girls & Boys 2012년 라이브 중 (https://www.youtube.com/watch?v=45ZY_CCddts), 블러 - Go Out 2015년 라이브 중 (https://www.youtube.com/watch?v=jBn2zkDRCeI)
뮤직맨 스팅레이 -> 블러 - Beetlebum 1997년 라이브 중 (https://www.youtube.com/watch?v=ii9iRS91OLs), 블러 - Coffee & TV 1999년 라이브 중 (https://www.youtube.com/watch?v=F-ZqmHl7wjA), 블러 - Music is My Rader 2000년 라이브 중(https://www.youtube.com/watch?v=SCOP5rbtyUE)
깁슨 레스폴 베이스 -> 블러 - Ambulance 2003년 라이브 중 (https://www.youtube.com/watch?v=0hctXB04xuM)